# Mylla Christie
Mylla Christie (São Paulo, 10 de junio de 1971) es una actriz brasileña. Fue también presentadora de televisión y trabajó en el programa Clube da Criança entre 1993 y 1994.

## Vida privada
Se casó el 8 de diciembre de 2008 con Paulo Luis V. Sartori.

## Filmografía

### Televisión
| Año  | Título                                     | Personaje                  |
| ---- | ------------------------------------------ | -------------------------- |
| 1990 | Meu Bem, Meu Mal                           | Jéssica Miranda            |
| 1992 | Deus Nos Acuda                             | Ully (Uli Bismark)         |
| 1994 | A Viagem                                   | Carlota                    |
| 1995 | Engraçadinha... Seus Amores e Seus Pecados | Silene                     |
| 1995 | Malhação                                   | Branca / Alva              |
| 1996 | Quem É Você?                               | Ivana Cintra               |
| 1997 | A Justiceira                               | Rosário                    |
| 1999 | Tiro e Queda                               | Daniela                    |
| 2003 | Kubanacan                                  | Cassandra                  |
| 2004 | Señora del destino                         | Eleonora Ferreira da Silva |
| 2007 | Amor e intrigas                            | Rafaela                    |
| 2013 | José de Egipto                             | Raquel                     |
| 2017 | Carinha de Anjo                            | Dr. Alessandra             |

### Cine
| Año  | Título                       | Personaje |
| ---- | ---------------------------- | --------- |
| 1993 | Era uma vez...               |           |
| 1998 | Paixão Perdida               | Anna      |
| 1998 | Pobres por um dia            | Lurdes    |
| 2001 | Condenado à Liberdade        | Angela    |
| 2001 | Os Cristais Debaixo do Trono | Yasmin    |